# Alophosoma emmelopis
Espèce
Alophosoma emmelopis est une espèce de lépidoptères (papillons) de la famille des Erebidae.
On la trouve en Australie.